# Arto Tukio
Arto Oskari Tukio, född 4 april 1981 i Tammerfors är en finländsk ishockeyspelare med positionen back. Bland annat vann han juniorvärldsmästerskapet i ishockey 1998 med Finland, vann elitserien i ishockey 2004/2005 med Frölunda HC och fick silver påföljande år.